# Schedir
Schedir (Shedir, Schedar, arabisch صدر, DMG ṣadr ‚Brust‘) oder α Cassiopeiae (Alpha Cassiopeiae, kurz α Cas) ist der Hauptstern des Sternbildes Kassiopeia. Schedir hat eine scheinbare Helligkeit von 2,23 mag und ist ca. 230 Lichtjahre entfernt.
Schedir ist ein Roter Riese vom Spektraltyp K0 und besitzt nach Modellen zur Sternentwicklung eine Masse von 4 M⊙, eine effektive Temperatur von 4 530 K, einen Radius von 46 R⊙ und eine Leuchtkraft von rund 800 L⊙. Der interferometrisch gemessene Winkeldurchmesser des Sterns (θLD = 5,6 mas) entspricht bei der Hipparcos-Parallaxe (π = 14,3 mas) einem ähnlichen, etwas kleineren linearen Radius von 42 R⊙. Lange Zeit wurde bei Schedir eine schwache Veränderlichkeit vermutet. Präzise fotometrische Messungen über einen Zeitraum von drei Jahren (2003 – 2006) konnten aber keine Variabilität erkennen lassen. Im General Catalogue of Variable Stars ist Schedir nunmehr als nichtveränderlicher Stern, der früher als variabel vermutet wurde, dessen Veränderlichkeit sich aber nicht bestätigt hat, eingetragen.
Der Washington Double Star Catalog verzeichnet drei optische Begleiter um den Stern (α Cas B, C und D).